# Падурени (Сучава)
Падурени (рум. Pădureni) насеље је у Румунији у округу Сучава у општини Сирет. Oпштина се налази на надморској висини од 309 m.

## Становништво
Према подацима из 2002. године у насељу је живело 529 становника, од којих су сви румунске националности.